# БТР-3БР
БТР-3БР — украинская бронированная ремонтно-эвакуационная машина, разработанная на базе бронетранспортёра БТР-3.

## История
БТР-3БР был разработан на экспорт на Житомирском бронетанковом заводе и впервые представлен осенью 2012 года.
23 октября 2014 государственный концерн «Укроборонпром» объявил о намерении унифицировать работу заводов по производству бронетехники. В дальнейшем, БТР-3БР появился в перечне продукции Киевского бронетанкового завода (ранее уже освоившего выпуск линейных бронетранспортёров БТР-3).

## Описание
БТР-3БР предназначена для буксировки неисправных и повреждённых машин массой до 21 тонны; проведения ремонтно-восстановительных работ и технического обслуживания техники в полевых условиях; выполнения погрузочно-разгрузочных работ с перемещением грузов; выполнения работ, связанных со сваркой и резкой чёрных металлов толщиной до 10 мм.
Экипаж состоит из трёх человек: командира машины, водителя и слесаря-такелажника.
БТР-3БР оснащён стреловым подъёмным краном с гидравлическим приводом и дистанционным управлением (с длиной стрелы 4,5 или 5 метров), электросварочным оборудованием (с питанием от вспомогательной силовой установки), лебёдкой, устройством для буксировки техники, а также грузовой платформой для транспортировки оборудования, инструмента и запасных частей массой до 1 тонны.
В качестве вооружения, на БТР-3БР могут быть установлены:
- 12,7-мм пулемёт НСВТ с коллиматорным прицелом К-10Т (боекомплект 300 патронов)[1]
- 7,62-мм пулемёт ПКТ (боекомплект 1500 патронов)[2]

## Страны-эксплуатанты
- Таиланд - летом 2011 года был подписан контракт на поставку для вооружённых сил Таиланда "бронетранспортёров БТР-3Е1 и машин поддержки на их базе"[7], в соответствии с которым в 2012 году в Таиланд были поставлены пять БТР-3БР[8], весной 2013 года - ещё два БТР-3БР[9][10], в 2015 году - два БТР-3БР[11] и в 2016 году - ещё 4 БТР-3БР[12]. По состоянию на 2022 год - 13 БТР-3БР [13]
- Украина - в июле 2014 года на Житомирском бронетанковом заводе начали изготовление одной БТР-3БР для украинской армии[14]